# Улица Нахимсона (Павловск)
Улица Нахимсо́на — улица в городе Павловске (Пушкинский район Санкт-Петербурга). Проходит от Гуммолосаровской улицы до переулка Мичурина.
Первоначально это был Кня́жеский переулок (или Кня́зев переулок). На плане Павловска начала XX века обозначен как Княжеская улица. Название появилось в начале XX века, но его происхождение не установлено. Скорее всего, оно связано с дачей великого князя Константина Константиновича, в парк которого он вёл (ныне парк «Александрова Дача»).
Примерно в 1918 году переулок переименовали в Большо́й Лесно́й. Новое название связано с тем, что переулок вел к одичавшему Анниковскому парку. Сам парк был вырублен при оккупации во время Великой Отечественной войны. Существовал также Малый Лесной переулок — ныне улицы Герцена.
Примерно в 1952 году переулок переименовали в улицу Нахимсона — в честь революционера С. М. Нахимсона.

## Перекрёстки
- Гуммолосаровская улица
- улица Герцена
- переулок Мичурина